# Star Trek: The Next Generation – Klingon Honor Guard
Star Trek: The Next Generation – Klingon Honor Guard ist ein Ego-Shooter-Computerspiel innerhalb des Star Trek Franchise in der Zeitlinie von Raumschiff Enterprise – Das nächste Jahrhundert. Das Spiel wurde von Microprose entwickelt und erschien 1998 für Microsoft Windows. Im Folgejahr erschien eine Portierung für Mac OS (Classic).

## Handlung
Als Mitglieder der Leibwache des klingonischen Imperator versucht man die Hintergründe über den Attentatsversuch auf den Führer des hohen Rates Gowron aufzudecken.

## Entwicklung
Das Spiel verwendet eine verbesserte Version der ersten Iteration der Unreal Engine. Für die deutsche Fassung wurde die Sprachausgabe vollständig mit den Originalstimmen der Fernsehserie lokalisiert. Für den deutschen Markt wurden alle Bluttexturen, die Killcam und das Zerplatzen von kleinen Spinnenwesen geschnitten. Die unzensierte Originalversion wurde nicht indiziert.

## Spielprinzip
Gespielt wird eine Kampagne aus 20 Missionen im Einzelspieler. Im Mehrspielermodus wird Deathmatch und ein kooperatives Spiel gegen Computergegner angeboten.

## Rezeption
Für Richard Löwenstein von PC Joker bleibe Klingon Honor Guard in puncto Geländedesign, Charakteranimation und KI hinter Unreal zurück. Roland Austinat von PC Player lobte die abwechslungsreichen und authentischen Umgebungen sowie Waffen. Im Vergleich zu der Star Trek typischen friedfertigen Utopie machte er eine starke ludonarrative Dissonanz aus, die durch das Action-lastige Gameplay entstehe. Sein Kollege Volker Schütz machte wenig Innovation im 3D-Shooter-Genre aus. Die Gegner seien unspektakulär und das Leveldesign schwach. Mit genreprägenden Titeln von id Software könne es sich nicht messen. Auch PC Action gab sich enttäuscht. Die Labyrinth-artigen Level mit ihren vielen Schalterrätseln böten wenig Atmosphäre und Abwechslung. Die Welt wirke steril. Es sei dennoch der erste taugliche 3D-Shooter für Trekkies.